# Велес Сарсфилд, Дальмасио
Дальмасио Велес Сарсфилд (исп. Dalmacio Vélez Sarsfield; 18 февраля 1800 — 30 июня 1875) — аргентинский юрист и политик, автор Гражданского кодекса Аргентины 1869 года, действовавшего в стране до 2015 года, когда его заменил новый Гражданский и коммерческий кодекс страны (исп. Código Civil y Comercial de la Nación).

## Биография
Велес Сарсфилд родился в Амбое, маленьком городке в долине Каламучита, в провинции Кордова, в семье Дальмасио Велеса Байгорри, умершего до рождения сына, и Росы Сарсфилд Паласиос, дочери Хорхе Сарсфилда, чьи предки были ирландцами. Велес Сарсфилд учился в иезуитском колледже в Национальном университете Кордовы. Он преуспевал в математике и изучении иностранных языках, научившись бегло разговаривать на английском, французском, итальянском и латинском языках. В 1822 году он получил степень доктора юриспруденции.
По окончании учёбы Велес Сарсфилд женился на Пауле Пиньеро и активно занялся политикой. Он сумел избраться в Палату депутатов Аргентины от провинции Сан-Луис, где в 1825 году был выдвинут на должность её спикера. Эту должность он занял в следующем году, став на то время самым молодым спикером аргентинского парламента. Велес Сарсфилд был горячим сторонником президента Бернардино Ривадавии и его политики по созданию в стране централизованного управления. В том же году ему было присвоено звание профессора экономики на юридическом факультете Университета Буэнос-Айреса. Велес Сарсфилд представлял интересы губернатора провинции Буэнос-Айрес Хуана Мануэля де Росаса в ряде его судебных тяжб с католической церковью, а также с губернатором провинции Санта-Фе Эстанислао Лопесом. В 1835 году он был назначен президентом Академии юриспруденции.

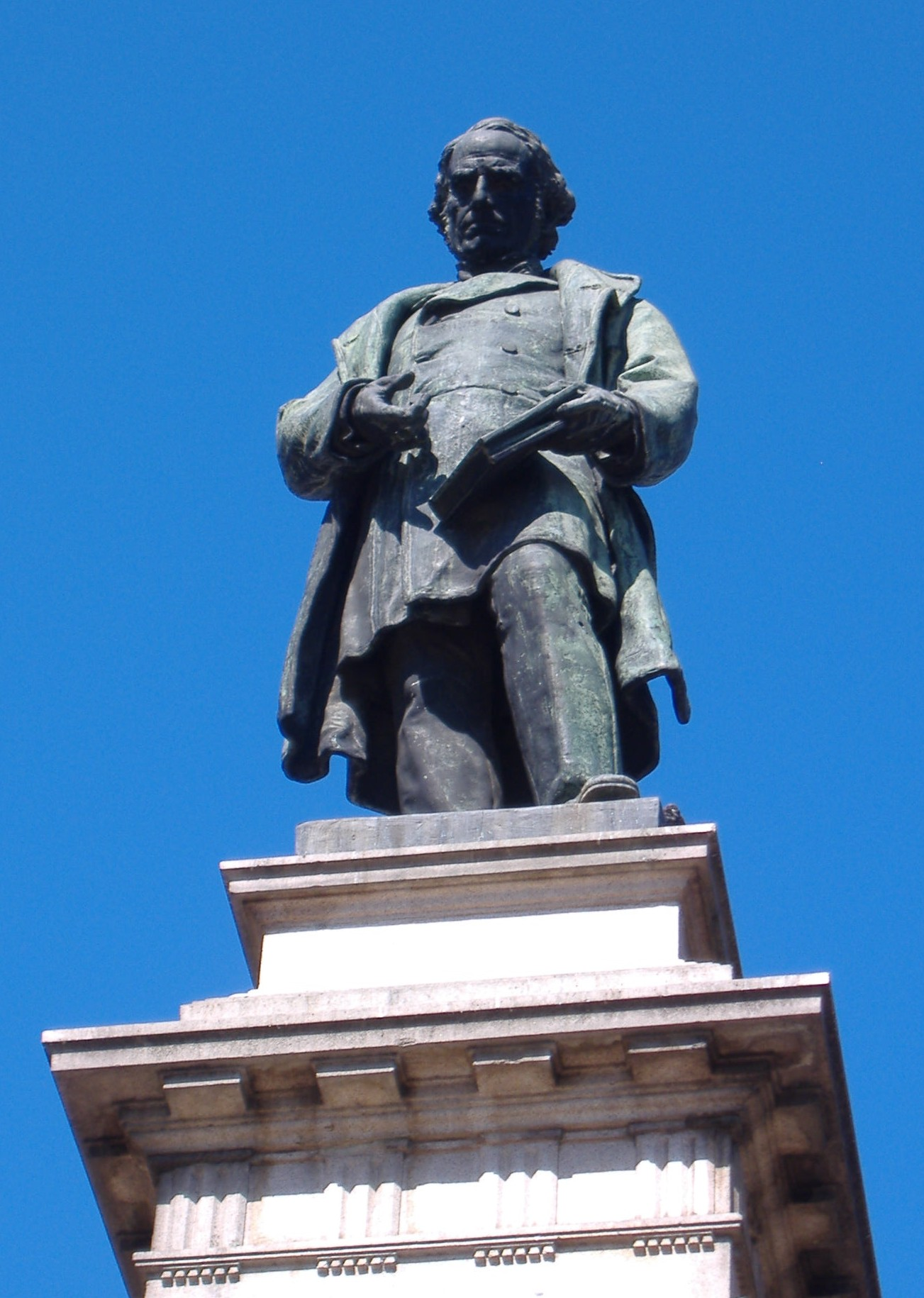
Монументальная статуя Велеса Сарсфилда в Кордове

Ухудшение отношений с губернатором Росасом вынудило Велеса Сарсфилда отправиться в 1842 году в изгнание в Монтевидео (Уругвай). Он подружился с унитаристами Хосе Марией Пасом и Доминго Сармьенто (принципиальными противниками Росаса) и сотрудничал с последним в Европе, прежде чем вернуться на родину. Велес Сарсфилд обнаружил свой дом, разрушенный вандалами и занятый скваттерами. Несмотря на их прежний конфликт, губернатор Росас вернул имущество уважаемому в обществе адвокату.
Велес Сарсфилд объединился с генералом Бартоломе Митре, стойким защитником интересов Буэнос-Айреса, после свержения Росаса и служил советником Митре в его противодействии Соглашению Сан-Николас 1852 года (которое Буэнос-Айрес отверг). После отделения провинции Велес Сарсфилд разработал Конституцию Государства Буэнос-Айрес 1854 года для губернатора Пастора Облигадо. Поражение провинции в битве при Сепеде привело к её воссоединению с Аргентиной, в связи с чем Велес Сарсфилд помог внести ряд необходимых поправок в Конституцию Аргентины.
Избрание Митре на пост президента Аргентины в 1862 году привело к назначению Велеса Сарсфилда министром финансов. В 1863 году Конгрессом был одобрен его Коммерческий кодекс, который он ранее разработал для Буэнос-Айреса, а в 1864 году начал работу над своим имеющим историческое значение Гражданским кодексом. Велес Сарсфилд также выступал за модернизацию аграрного сектора экономики страны, в котором тогда преобладало животноводство, финансируя первый в стране институт агрономии. В 1868 году Доминго Сармьенто, преемник Митре на посту президента, назначил Велеса Сарсфилда министром внутренних дел. Он поощрял иммиграцию, объединив многочисленные лиги частной помощи в Центральную иммиграционную комиссию, а 25 сентября 1869 года Конгресс утвердил его Гражданский кодекс. Документ с внесёнными туда поправками вступил в силу 1 января 1871 года. 
Впоследствии Велес Сарсфилд ушёл на пенсию и основал издание El Nacional . Однако одновременно с этим Митре запустил издание собственной газеты La Nación, и El Nacional был вынужден закрыться. Дальмасио Велес Сарсфилд умер в Буэнос-Айресе в 1875 году в возрасте 74 лет. Он был похоронен на кладбище Ла Реколета.
Район Велес Сарсфилд в Буэнос-Айресе назван в его честь. Спортивный клуб «Велес Сарсфилд», наиболее известный своей футбольной командой, выступающей в Примере, опосредованно также носит его имя, взяв свое название от одноимённой железнодорожной станции.